# Djadjoua viettei
Djadjoua viettei är en skalbaggsart som beskrevs av Marc Lacroix 1993. Djadjoua viettei ingår i släktet Djadjoua och familjen Melolonthidae. Inga underarter finns listade i Catalogue of Life.